# Caperucita feroz
«Caperucita feroz» es una canción con letra de Fernando González de Canales, Javier Gurruchaga, Luis Alberto De Cuenca e interpretada por la banda española de rock Orquesta Mondragón, que la incluyó en su segundo álbum de estudio Bon voyage.

## Descripción
Se trata de una crítica feroz a la vida urbana contemporánea, que describe como cárcel, veneno de la ansiedad o mapa de la soledad.
La canción fue número seis de la lista de Los 40 Principales la semana del 6 de junio de 1980.

## Versiones
El autor de la letra ha interpretado el tema, a dúo con el argentino Andrés Calamaro.
Manu Baqueiro interpretó el tema en el talent show Tu cara me suena en 2015 junto con el tema Corazón de neón.

## Posicionamiento en listas
| País   | Lista              | Mejor posición |
| ------ | ------------------ | -------------- |
| España | Los 40 principales | 6              |

## Nominaciones
| Año  | Publicación | País | Lista                                 | Puesto |
| ---- | ----------- | ---- | ------------------------------------- | ------ |
| 2006 | Alborde     | EUA  | 500 canciones del Rock Iberoamericano | 207°   |